# Новокурмашево
Новокурма́шево (рос. Новокурмашево, башк. Яңы Ҡормаш) — село у складі Кушнаренковського району Башкортостану, Росія. Входить до складу Старокурмашевської сільської ради.
Населення — 201 особа (2010; 204 у 2002).
Національний склад:
- татари — 75 %